# Świeca dymna DSz-100M
Świeca dymna DSz-100M – rodzaj świecy dymnej będącej na wyposażeniu ludowego Wojska Polskiego.

## Charakterystyka świecy
Świece dymne DSz-100M były przeznaczone do stawiania dużych zasłon dymnych maskujących obiekty. Odpowiednio do przeznaczenia dobrano ich parametry taktyczno-techniczne.
Dane taktyczno-techniczne
- wysokość – 1050 do 1058 mm
- średnica – 430 mm,
- masa – 126 do 135 kg,
- masa mieszanki – 102,5 do 111 kg,
- czas rozpalania świecy – do 35 s,
- czas intensywnego dymienia –  8 do 11 minut.
- długość zasłony dymnej – około 500 metrów,
- szerokość zasłony dymnej – do 100 m.